# Культурно-выставочный центр имени Тенишевых
Культурно-выставочный центр имени Тенишевых — областное государственное бюджетное учреждение культуры, располагающееся в Смоленске. Назван в честь Марии Клавдиевны и Вячеслава Николаевича Тенишевых.

## Здание центра
Центр представляет собой трёхэтажное здание в стиле хай-тек общей площадью 3 612,9 квадратных метров. Выставочные экспозиции располагаются на втором и третьем этажах (экспозиционная площадь — 1 650 м²). Между этажами находится единственный в Смоленске атриум, также на втором этаже проводятся конференции и форумы. На первом этаже располагаются технические и административные помещения, вестибюль, кассы, гардероб, мастерские, художественный салон и кафе «Малевич».

## История
Строительство центра было утверждено согласно Распоряжению Правительства Российской Федерации от 16 января 2010 года. Генеральным проектировщиком выступило ООО «Бюро А495», архитектор Бреславцева Н. М., генеральным подрядчиком — Смоленское ООО «РОС УНИВЕРСАЛ СТРОЙ» Для этих целей был выделен участок по улице Пржевальского. Строительство велось в период с 2011 по 2013 год. В июне 2013 года Указом губернатора Смоленской области директором центра был назначен Игорь Валерьевич Корнеев.
Торжественное открытие центра состоялось в два этапа: 31 августа 2013 года центр посетил Патриарх Московский и Всея Руси Кирилл, а 1 сентября 2013 года состоялось официальное открытие, которое было приурочено к празднованию 1150-летия со дня первого упоминания в летописях Смоленска.
Первые выставки центра были организованы Смоленским областным союзом фотохудожников («Дыхание времени») и Смоленским государственным музеем-заповедником («Русь православная»).
9 февраля 2015 года директором Культурно-выставочного центра имени Тенишевых назначена Жук Людмила Анатольевна. После её смерти в 2018 году в течение года обязанности руководителя учреждения исполнял заместитель по выставочной деятельности Александр Сергеевич Вялых. С 2019 года директором Центра является Юлия Николаевна Гришечкина.